# Маканаль
Маканаль (исп. Macanal) — небольшой город и муниципалитет в центральной части Колумбии, на территории департамента Бояка. Входит в состав провинции Нейра.

## История
Муниципалитет Маканаль был выделен в отдельную административную единицу в 1807 году.

## Географическое положение

Муниципалитет Маканаль

Город расположен в южной части департамента, в гористой местности Восточной Кордильеры, к востоку от водохранилища Ла-Эсмеральда, на расстоянии приблизительно 59 километров к югу от города Тунха, административного центра департамента. Абсолютная высота — 1788 метров над уровнем моря.
Муниципалитет Маканаль граничит на севере с территорией муниципалитета Гарагоа, на востоке — с муниципалитетом Кампоэрмосо, на юго-востоке — с муниципалитетом Санта-Мария, на юго-западе — с муниципалитетом Чивор, на западе — с муниципалитетом Альмейда. Площадь муниципалитета составляет 199,5 км².

## Население
По данным Национального административного департамента статистики Колумбии, совокупная численность населения города и муниципалитета в 2015 году составляла 4821 человек.
Динамика численности населения муниципалитета по годам:
| 2005 | 2006 | 2007 | 2008 | 2009 | 2010 | 2011 | 2012 | 2013 | 2014 | 2015 |
| ---- | ---- | ---- | ---- | ---- | ---- | ---- | ---- | ---- | ---- | ---- |
| 4705 | 4721 | 4735 | 4749 | 4762 | 4774 | 4785 | 4796 | 4805 | 4813 | 4821 |

Согласно данным переписи 2005 года мужчины составляли 50,2 % от населения Маканаля, женщины — соответственно 49,8 %. В расовом отношении белые и метисы составляли 99,8 % от населения города; негры, мулаты и райсальцы — 0,1 %; индейцы — 0,1 %.
Уровень грамотности среди всего населения составлял 86,9 %.

## Экономика
Основу экономики Маканаля составляет сельское хозяйство.

60,4 % от общего числа городских и муниципальных предприятий составляют предприятия торговой сферы, 34 % — предприятия сферы обслуживания, 5,6 % — промышленные предприятия.